# Rhyzodiastes ininius
Rhyzodiastes ininius es una especie de escarabajo terrestre, categorizada en la tribu Clinidiini, de la subfamilia Rhysodinae. Se atribuye su descripción a los entomólogos de origen estadounidense Ross Taylor Bell y Joyce Elaine Rockenbach Bell, quienes la citaron por primera vez en 2009.

## Descripción
La especie mide 6,1 mm de longitud (0,24 pulgadas). Estilete antenal diminuto, los antenómeros externos presentan setas basales, cuenta con ojos relativamente pequeños y ovalados. El pronoto es largo y puede llegar a medir aproximadamente 1,64 mm y es ovalado. Élitros alargados.

## Distribución
Se distribuye por Guayana Francesa. Su nombre específico hace referencia a Inini, territorio interior de la Guayana Francesa.